# Comité olympique de la Guinée-Bissau
Le Comité olympique de la Guinée-Bissau (en portugais, Comité Olímpico da Guiné-Bissau) est le comité national olympique de la Guinée-Bissau, fondé en 1992 à Bissau.

## Histoire
Le Comité olympique est fondé le 12 avril 1992. Il est reconnu par le CIO depuis 1995. Le COGB fait partie de l'Association des comités nationaux olympiques d'Afrique et est membre fondateur de l'Association des comités olympiques de langue portugaise (en).
La Guinée-Bissau dispute ses premiers Jeux olympiques d'été en 1996 à Atlanta, trois athlètes sont engagés lors de cette olympiade,.
En septembre 2020, le CNO de Guinée-Bissau a remis un important don de matériel au centre OlympAfrica de Mansoa pour lutter contre la pandémie de COVID-19.